# Фарну, Иветт
Иве́тт Фарну́ (фр. Yvette Farnoux), урождённая Бома́н (фр. Baumann; 10 сентября 1919 — 7 ноября 2015, Ванв, департамент О-де-Сен, Франция) — участница французского Сопротивления, заключённая нацистского концлагеря Освенцим. Одна из очень немногих женщин-Кавалеров Большого креста Ордена почётного легиона — высшей степени самого почётного ордена Франции.

## Биография
Родилась в эльзасской еврейской семье, детство и юность провела в Париже. После начала Второй мировой войны и оккупации Франции нацистами работает в созданном правительством Виши комиссариате по помощи безработным. Одновременно с этим в 1941 году в возрасте 22 лет присоединяется к движению Сопротивления, где работает под руководством знаменитой Берти Альбрехт, оказывая помощь арестованным. 28 мая 1943 года нацисты арестовывают и впоследствии казнят Берти. Иветт занимает её место. Однако 28 января 1944 года её также арестовывают вместе с её мужем Жаном-Ги Бернаром, который умрёт в заточении. В момент ареста Иветт на восьмом месяце беременности — ребёнок умрёт в первый день допроса в Гестапо, но, несмотря на пытки, Иветт не выдаст никого из своих товарищей.
Иветт направляют в лагерь смерти Освенцим, затем — Равенсбрюк. При освобождении концлагеря Иветт Боман знакомится с Абелем Фарну, проведшим 22 месяца в Бухенвальде. После войны Иветт становится одним из основателей и председателем Ассоциации памяти депортации и сопротивления Европы. 15 мая 1990 года правительство Французской Республики присваивает Иветт Фарну титул Великого офицера Ордена Почётного легиона, а 31 декабря 2008 года она становится девятой женщиной в истории, удостоенной высшей степени ордена — Кавалера Большого креста.
В день кончины Иветт Фарну премьер-министр Франции Мануэль Вальс написал в своём твиттере: «Иветт Фарну была воплощением Сопротивления: его битв, его мужества, его страдания. Нас покинула великая национальная героиня.».